# Áhmed ál-Akáísí
Áhmed ál-Akáísí (arabul: أحمد العكايشي) (Banzart, 1989. február 23. –) tunéziai válogatott labdarúgó, aki jelenleg az ál-Ittihád játékosa.

## Külső hivatkozások
- Ahmed Akaïchi a fussballdaten.de oldalán (németül)
- Ahmed Akaïchi Transfermarkt